# Kerkhof van Aix-en-Issart
Het kerkhof van Aix-en-Issart is de begraafplaats gelegen bij de Église Saint-Pierre van Aix-en-Issart in het Franse departement Pas-de-Calais.

## Militair graf
Op het kerkhof bevindt zich één geïdentificeerd Gemenebest militaire graf uit de Eerste Wereldoorlog dat wordt onderhouden door de Commonwealth War Graves Commission, die de begraafplaats heeft ingeschreven als Aix-en-Issart Churchyard.